# Sarah Sjöström
Sarah Fredrika Sjöström (Salem, 17 agosto 1993) è una nuotatrice svedese, specializzata nelle gare veloci della farfalla e dello stile libero di cui è annoverata tra le più grandi interpreti di sempre.
Detiene tre record mondiali, tutti individuali e in vasca lunga: è infatti la primatista mondiale dei 50 m farfalla, dei 50 m stile libero e dei 100 m stile libero.

## Biografia
A soli 15 anni vinse la medaglia d'oro nei 100 m farfalla ai Campionati mondiali di Roma 2009, migliorando per due volte il primato mondiale dell'olandese Inge de Bruijn risalente all'anno 2000.
Nel 2014 divenne la prima donna ad abbattere il muro dei 25" nei 50 m farfalla, fermando il cronometro a 24"43. Nella stessa distanza dello stile libero realizzò la migliore prestazione mai nuotata con costume in tessuto, fermando il cronometro in 23"98. Lo stesso anno si distinse ai Mondiali di Doha in vasca corta, durante i quali vinse tre medaglie d'oro stabilendo due record del mondo.
Nel 2015 le venne conferito il premio "Victoria Scholarship" per gli eccellenti risultati ottenuti.

## Carriera

### 2007-2010
Nel 2007 si regalò i primi successi internazionali quando appena tredicenne prese parte al Festival olimpico della gioventù europea nella città di Belgrado. In quell'occasione vinse tre medaglie, tra le quali un oro nei 100 m stile libero, un argento nei 100 m delfino e un bronzo nella staffetta veloce.
L'anno successivo gareggiò per la prima volta in carriera in una manifestazione assoluta: gli Europei di Eindhoven. Partecipò a due gare individuali ed altrettante staffette, ottenendo la migliore prestazione nelle semifinali del delfino quando stabilì il nuovo record nazionale in 58"38, togliendolo dopo 5 anni alla connazionale Anna-Karin Kammerling. Nella finale della stessa gara salì sul gradino più alto del podio continentale vincendo l'oro in 58"44. Divenne, all'età di soli 14 anni, la più giovane atleta svedese mai salita su un podio europeo o mondiale in una specialità olimpica.
Nel 2009, invece, si consacra a livello mondiale. Per la prima volta in carriera partecipò ai Campionati mondiali, tenutisi in quell'anno nella città di Roma. Onorò al meglio la propria partecipazione vincendo, all'età di soli 15 anni, la medaglia d'oro con il nuovo primato mondiale nei 100 m delfino. Si impose come miglior interprete della distanza sin dalla semifinale, nella quale migliorò il record del mondo di Inge de Bruijn stabilito a Sydney nove anni prima. Abbassò il nuovo limite a 56"44, ritoccandolo ulteriormente il giorno successivo quando nella finale vinse la gara in 56"06.
Nella stagione successiva focalizzò la preparazione per gli Europei di Budapest 2010. Difese il titolo nei 100 m delfino confermando la vittoria ottenuta nell'edizione precedente. Sebbene riuscì a riconfermarsi, non sembrò altrettanto convincente dal punto di vista cronometrico. La prestazione realizzata infatti, non fu particolarmente entusiasmante rispetto a quanto mostrato l'anno prima ai Campionati mondiali. Salì sul gradino più alto del podio in 57"32, un tempo di all'incirca 1,2 secondi più alto rispetto al proprio migliore. Ottenne un secondo e un terzo posto con la staffetta veloce dello stile libero e in quella mista.
Nel 2010 prese parte anche ai Mondiali di Dubai, durante i quali disputò cinque gare individuali senza riuscire a salire sul podio.

### 2011-2012
Il biennio 2011-2012 fu particolarmente difficile per l'atleta svedese che non riuscì ad ottenere alcun risultato rilevante a livello internazionale, se non agli Europei di Debrecen. Nel 2011, ai Campionati mondiali di Shanghai, scese in acqua in tre gare individuali: 50, 100 m delfino e 200 m stile libero. Centrò la finale in tutte le gare disputate, chiudendo al 4º posto in tutte e tre le distanze.
L'anno seguente ottenne alcuni successi a livello continentale durante gli Europei di Debrecen. Nella città ungherese vinse l'oro nei 100 m stile libero e nella distanza più breve del delfino. Infine, diventò vice-campionessa europea nella staffetta 4 × 100 m stile libero.
Nel mese di agosto esordì ai Giochi della XXX Olimpiade nella città di Londra, ai quali però non arrivò nella migliore condizione. Scese in vasca nella piscina olimpica del London Aquatics Centre in quattro diverse specialità: i 50, 100 e 200 m stile libero e i 100 m delfino. Il miglior piazzamento fu la gara dei 100 m farfalla nella quale chiuse al 4º posto. Nella medesima finale vide cadere anche il suo primato mondiale ad opera della statunitense Dana Vollmer che infranse il muro dei 56"00, portando il nuovo record a 55"98.

### 2013-2015

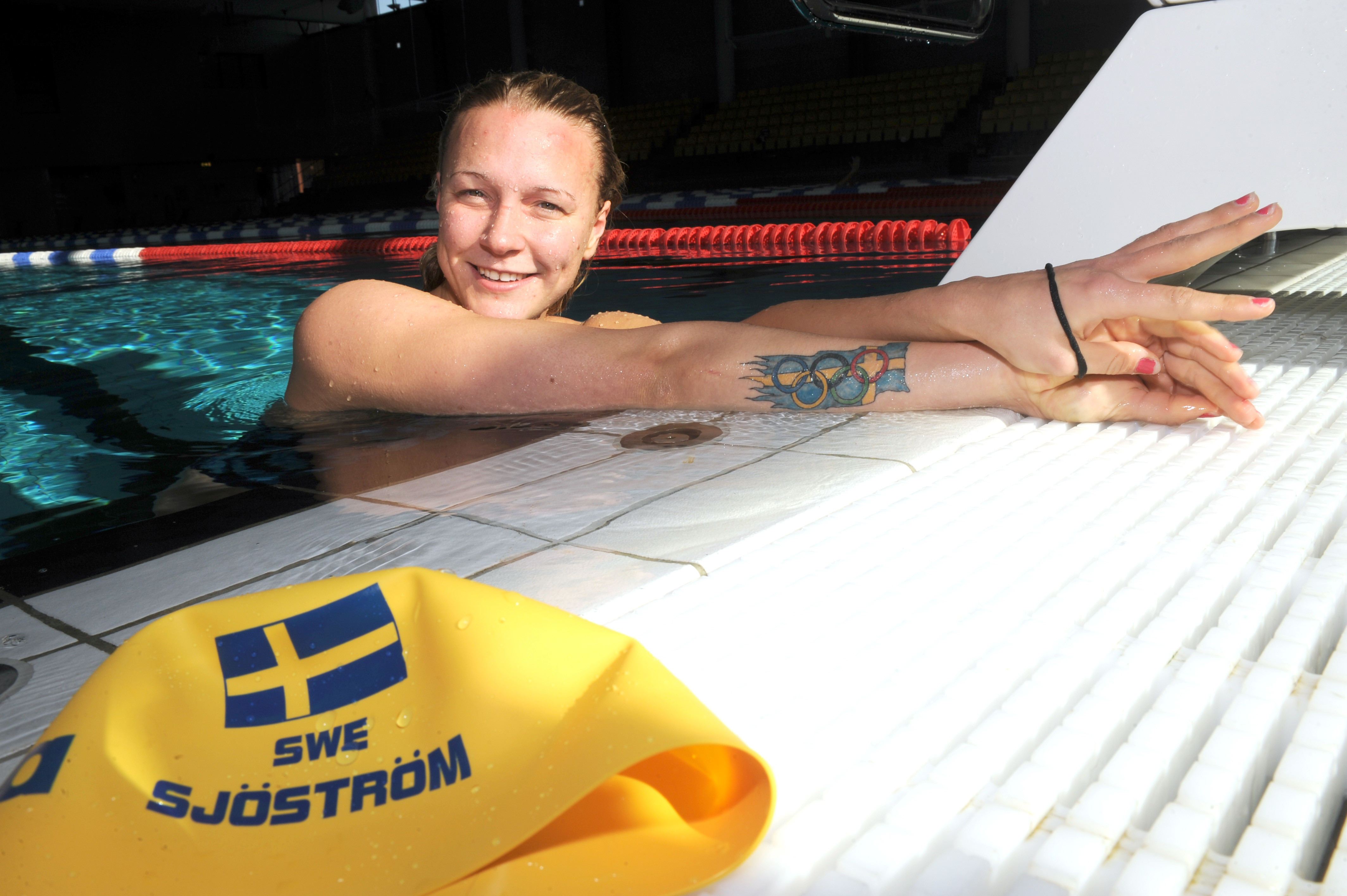
Sarah Sjöström nel 2013

Nel 2013 tornò al successo in occasione dei Mondiali di Barcellona vincendo due medaglie individuali. Salì sul gradino più alto del podio nei 100 m delfino, nei quali si impose in 56"53. La medaglia d'argento arrivò, invece, nella gara regina dello stile libero: i 100 m. Nelle due vasche tentò invano il recupero nella seconda parte di gara nei confronti dell'australiana Cate Campbell e concluse al secondo posto in 52"87.
Sul finale di stagione fu protagonista agli Europei in vasca corta di Herning. Nella città danese si laureò, per la prima volta in carriera, campionessa europea sia nei 50 m che nei 100 m delfino. Conquistò anche due argenti individuali nelle gare veloci dello stile libero e nella 4 × 50 m. Vinse il bronzo nella staffetta 4 × 50 m mista.
Nel 2014 Sarah fece registrare prestazioni di notevole rilevanza internazionale, sia in vasca lunga che in vasca corta. In luglio gareggiò ai Campionati svedesi in preparazione per gli Europei di Berlino. In quell'occasione si fece valere nei 50 m delfino e stile libero. Il 4 luglio la campionessa svedese realizzò la migliore prestazione mondiale in tessuto nei 50 m stile libero, con un tempo di 23"98. Il 5 luglio migliorò il record del mondo della connazionale Therese Alshammar, riuscendo a coprire la singola vasca - nuotata completamente in ventidue bracciate senza respirazioni - in 24"43. Abbassò di ben 64 centesimi il precedente primato scendendo così, per la prima volta in campo femminile, sotto il muro dei 25".
Nel mese di agosto debuttò da assoluta favorita della velocità ai Campionati europei, con l'intenzione di conquistare quattro titoli individuali. L'edizione continentale di Berlino fu la più proficua per l'atleta, poiché riuscì a vincere ben tre medaglie d'oro e quattro d'argento. Nello stile libero vinse la medaglia d'argento nei 50 m in 24"37, mentre salì sul gradino più alto del podio nei 100 m in 52"67. Nonostante in stagione avesse nuotato i 200 m in 1'55"05 - una delle migliori prestazioni dell'anno - decise di non disputarli in sede di Campionato, rinunciando così al confronto diretto con l'olimpionica Federica Pellegrini.
Nella sua specialità ottenne come da pronostico la medaglia d'oro nei 50 m delfino, mentre nei 100 m vinse l'argento in 56"52 alle spalle della danese Jeanette Ottesen, beffata per solo 0.01 centesimo.
Vinse anche tre medaglie nelle staffette, tra le quali una d'oro e due d'argento. Fu proprio nella 4 × 200 m stile libero che vide sfumare il quarto titolo per pochi centesimi. Sarah venne schierata in terza frazione con lo scopo di guadagnare secondi preziosi prima che scendesse in acqua Federica Pellegrini. La strategia si rivelò vincente, ma nonostante la notevole prestazione realizzata dall'atleta - 1'53"64 lanciato - e i 5" di vantaggio accumulati, l'ultima frazionista non riuscì a mantenere la posizione.
Nei giorni successivi ai Campionati europei gareggiò in alcune tappe di Coppa del Mondo, durante le quali ottenne alcune prestazioni interessanti e di buon auspicio per gli imminenti Mondiali in vasca corta di Doha. Nel mese di dicembre debuttò ai Mondiali con chiare ambizioni di medaglia e disputò le gare veloci del delfino e i 100 m, 200 m stile libero. Vinse la medaglia d'oro nei 50 m delfino in 24"58, mentre nella distanza doppia, i 100 m, vinse il titolo in 54"61, sbriciolando dopo cinque anni il precedente record mondiale della francese Diane Bui Duyet.
Nello stile libero vinse l'argento nei 100 m con il tempo di 51"39 dietro, per soli 0,02 centesimi, all'olandese Femke Heemskerk. Infine, nell'ultima giornata dei Campionati prese parte ai 200 m, nei quali riuscì a strappare il record del mondo a Federica Pellegrini, stabilendo il nuovo riferimento a 1'50"78, battendo la favorita Femke Heemskerk.
Nel mese di maggio gareggiò al meeting "Swim Festival" in Norvegia durante il quale fece registrare il nuovo primato personale nei 200 m stile libero in 1'54"77, piazzandosi al secondo posto tra le migliori performance stagionali. Alcuni giorni più tardi nuotò al Foro Italico durante il 52º Trofeo Settecolli. La stessa vasca che le regalò il successo ai Mondiali di Roma 2009 le fece registrare il nuovo primato europeo, migliorando di 0,02 centesimi il proprio personale in 56"04.
Il 2 agosto debuttò ai Mondiali di Kazan' nelle fasi eliminatorie dei 100 m farfalla. Si dimostrò competitiva e favorita per la vittoria sin dalle batterie. Nella semifinale si impose sulle avversarie in 55"74, stabilendo quindi il nuovo primato mondiale della distanza. Divenne la seconda donna a scendere sotto il muro dei 56"00, a tre anni di distanza dalla statunitense Dana Vollmer. Il 3 agosto scese in acqua per la finale, nella quale migliorò ulteriormente il primato mondiale stabilito in semifinale. Vinse la terza medaglia d'oro ai Campionati del mondo nei 100 m farfalla con il tempo di 55"64, diventando così la prima donna al mondo a riuscire in tale impresa.
Dopo i successi della farfalla riuscì a centrare il secondo posto anche nella gara regina dello stile libero, i 100 m, gara nella quale arrivò tra le due sorelle australiane Cate e Bronte Campbell. Lo stesso giorno fu protagonista nel corso della staffetta 4 × 200 m stile libero nella quale realizzò una notevole prestazione lanciando in prima frazione il quartetto svedese in 1'54"31, miglior tempo dell'anno e migliore prestazione dell'atleta.
Nella penultima giornata di gare nuotò i 50 m farfalla nei quali riuscì a conquistare la seconda medaglia d'oro in 24"96 diventando la prima atleta in grado di vincere il titolo in entrambe le distanze della specialità.

### 2016-2020
Inizia il 2016 partecipando agli europei di Londra, durante i quali ottiene tre medaglie d'oro (100 m stile libero, 50 e 100 m farfalla) ed un bronzo nella 4x100 m stile libero, preparandosi così nel migliore dei modi ai Giochi della XXXI Olimpiade, a Rio de Janeiro, che si riveleranno essere quelli della sua definitiva consacrazione. La svedese infatti torna dalla rassegna olimpica con tre medaglie: trova un argento ed un bronzo, rispettivamente, nei 200 e nei 100 m stile libero, ma soprattutto si laurea campionessa olimpica nei 100 m farfalla, migliorando ulteriormente il suo record del mondo con il crono di 55"48. Rinuncia, invece, alla partecipazione ai mondiali in vasca corta disputatisi a Windsor.
L'appuntamento principale dell'anno successivo sono i mondiali di Budapest, dove si conferma nuovamente come grande interprete delle brevi distanze conquistando tre ori (50 m stile libero, 50 e 100 m farfalla) ed un argento (100 m stile libero). Nella semifinale dei 50 m stile libero, inoltre, sigla il nuovo record del mondo con il tempo di 23"67. Conclude l'anno solare con la partecipazione agli europei in vasca corta di Copenaghen, da cui torna con tre ori e tre argenti. Il suo ruolo di dominatrice assoluta sui 50 e sui 100 m (sia nello stile libero, sia nella farfalla) viene suffragato anche nel successivo impegno internazionale, vale a dire gli europei di Glasgow nell'estate del 2018, quando si impone in tutte e quattro le gare ottenendo altri quattro ori continentali. Come due anni prima, invece, rinuncia a partecipare ai mondiali in corta.
Nel 2019 conquista cinque medaglie ai mondiali di Gwangju: vince per la terza edizione consecutiva della competizione i 50 m farfalla, arriva seconda nei 50 m stile libero e nei 100 m farfalla e sale sul terzo gradino del podio nei 100 e nei 200 m stile libero. È al contrario assente agli europei in corta di Glasgow.

### 2021-
A causa di una frattura del gomito rimediata nel febbraio 2021 è costretta a rinunciare alla partecipazione agli europei di Budapest, iniziando una preparazione mirata esclusivamente ai Giochi della XXXII Olimpiade di Tokyo, rinviati al 2021 a causa della pandemia di COVID-19. Nonostante gareggi con una placca di metallo e sei viti nel braccio riesce comunque a tornare dall'Olimpiade giapponese con una medaglia d'argento nei 50 m stile libero, dove viene sconfitta solamente dall'australiana Emma McKeon.
Definitivamente ristabilitasi, in autunno prende parte con successo sia agli europei in vasca corta di Kazan' (quattro ori, un argento ed un bronzo) sia ai mondiali in vasca corta di Abu Dhabi (tre ori, tre argenti e un bronzo), disputati l'uno dopo l'altro nel giro di poche settimane per via dei precedenti rinvii e delle conseguenti sovrapposizioni dovute alla pandemia. Inoltre, in occasione dell'oro mondiale nella 4x50 m mista eguaglia il record del mondo (1'42"38), mentre oltre all'oro mondiale nella 4x100 m mista sigla anche il nuovo record europeo (3'46"20), in entrambi i casi assieme alle compagne Louise Hansson, Sophie Hansson e Michelle Coleman.
Nel 2022 partecipa ai mondiali di Budapest, durante i quali si afferma sia nei 50 m stile libero sia (per la quarta edizione consecutiva) nei 50 m farfalla, oltre ad arrivare sul secondo gradino del podio nei 100 m stile libero, dietro all'australiana Mollie O'Callaghan. Due mesi più tardi, agli europei di Roma, vince ben cinque medaglie (tre ori, un argento ed un bronzo): in seguito a tali risultati diventa l'atleta più vincente della storia dei campionati europei, raggiungendo quota 28 medaglie contro il precedente record di 26, appartenente al russo Aleksandr Popov.
Ai mondiali di Fukuoka, nel 2023, partecipa soltanto ai 50 m stile libero ed ai 50 m farfalla, vincendo in entrambi i casi la medaglia d'oro e registrando anche un nuovo record del mondo durante le semifinali dei 50 m stile libero con il tempo di 23"61. Con questi successi, per di più, supera Michael Phelps, diventando la prima atleta per numero di medaglie individuali conquistate nella competizione (21, contro le 20 dell'americano).
Inizia il 2024 prendendo parte ai mondiali di Doha, dove vince altri due ori (sempre nei 50 metri stile libero e nei 50 metri farfalla) ed un argento nella staffetta 4x100 metri misti. Alle Olimpiadi di Parigi trova invece per la prima volta la medaglia d'oro nei 100 metri stile libero in una rassegna olimpica, precedendo con il crono di 52"16 Torri Huske e Siobhán Haughey. Il 4 agosto si ripete anche nei 50 metri stile libero, vinti in 23"71 davanti a Meg Harris e Zhang Yufei.

## Primati personali
Le gare a cui solitamente e più spesso partecipa sono i 50, 100 e 200 m stile libero e i 50 e 100 m delfino.
| Specialità   |  | Tempo VL | Data       | Evento              | Luogo                   |  | Tempo VC | Data       | Evento                            | Luogo                  |
| ------------ |  | -------- | ---------- | ------------------- | ----------------------- |  | -------- | ---------- | --------------------------------- | ---------------------- |
| Stile Libero |  |          |            |                     |                         |  |          |            |                                   |                        |
| 50 m         |  | 23"61    | 29/07/2023 | Campionati mondiali | Fukuoka, Giappone       |  | 23"00    | 07/08/2017 | Coppa del Mondo                   | Berlino, Germania      |
| 100 m sl     |  | 51"71    | 23/07/2017 | Campionati mondiali | Budapest, Ungheria      |  | 50"58    | 11/08/2017 | Coppa del Mondo                   | Eindhoven, Paesi Bassi |
| 200 m sl     |  | 1'54"08  | 09/08/2016 | Giochi olimpici     | Rio de Janeiro, Brasile |  | 1'50"43  | 12/08/2017 | Coppa del Mondo                   | Eindhoven, Paesi Bassi |
| 400 m sl     |  | 4'06"04  | 16/03/2014 | Golden Tour         | Amiens, Francia         |  | 4'02"33  | 20/11/2014 | Campionati svedesi in vasca corta | Stoccolma, Svezia      |
| 800 m sl     |  |          |            |                     |                         |  | 8'39"37  | 05/02/2010 | JSM                               | Kristianstad, Svezia   |
| Dorso        |  |          |            |                     |                         |  |          |            |                                   |                        |
| 50 m         |  | 27"80    | 30/06/2017 | SM/JSM              | Boras, Svezia           |  | 27"31    | 02/10/2016 | Meet                              | Soedertaelje, Svezia   |
| 100 m        |  | 59"98    | 05/04/2015 | Swimming Cup        | Eindhoven, Paesi Bassi  |  | 58"83    | 07/11/2010 | Coppa del Mondo                   | Stoccolma, Svezia      |
| 200 m        |  | 2'21"35  | 27/06/2008 | DM/JDM              | Stoccolma, Svezia       |  | 2'17"86  | 10/01/2009 | JDM                               | Stoccolma, Svezia      |
| Rana         |  |          |            |                     |                         |  |          |            |                                   |                        |
| 50 m         |  |          |            |                     |                         |  | 31"51    | 25/11/2011 | SM (25 m)                         | Stoccolma, Svezia      |
| 100 m        |  | 1'23"70  | 26/05/2007 | Neptuniaden         | Stoccolma, Svezia       |  | 1'11"38  | 24/03/2013 | Medley Cup                        | Tyresö, Svezia         |
| 200 m        |  |          |            |                     |                         |  | 3'05"22  | 29/01/2006 | UGP 1                             | Haninge, Svezia        |
| Delfino      |  |          |            |                     |                         |  |          |            |                                   |                        |
| 50 m         |  | 24"43    | 05/07/2014 | Campionati Svedesi  | Boras, Svezia           |  | 24"50    | 07/11/2021 | Campionati europei                | Kazan, Russia          |
| 100 m        |  | 55"48    | 07/08/2016 | Giochi olimpici     | Rio de Janeiro, Brasile |  | 54"61    | 07/12/2014 | Campionati mondiali               | Doha, Qatar            |
| 200 m        |  | 2'12"22  | 25/04/2010 | Gran Prix Final     | Joenkoeping, Svezia     |  | 2'04"23  | 21/11/2014 | Campionati svedesi in vasca corta | Stoccolma, Svezia      |
| Misti        |  |          |            |                     |                         |  |          |            |                                   |                        |
| 100 m        |  |          |            |                     |                         |  | 57"10    | 02/08/2017 | Coppa del Mondo                   | Mosca, Russia          |
| 200 m        |  | 2'16"56  | 07/05/2011 | Swedish Gran Prix 4 | Boras, Svezia           |  | 2'08"17  | 27/01/2012 | JSM                               | Upplands Vaesby        |
| 400 m        |  |          |            |                     |                         |  | 5'09"92  | 25/03/2007 | UGP2                              | Tumba, Svezia          |

Legenda:  - Record del mondo;  - Record europeo;  - Record svedese

## Progressione
| Vasca da 50 metri | Vasca da 50 metri | Vasca da 50 metri | Vasca da 50 metri | Vasca da 50 metri |      | Vasca da 25 metri | Vasca da 25 metri | Vasca da 25 metri | Vasca da 25 metri | Vasca da 25 metri | Vasca da 25 metri |
| ----------------- | ----------------- | ----------------- | ----------------- | ----------------- | ---- | ----------------- | ----------------- | ----------------- | ----------------- | ----------------- | ----------------- |
| 100 fa            | 50 fa             | 200 sl            | 100 sl            | 50 sl             | Anno | 50 sl             | 100 sl            | 200 sl            | 50 fa             | 100 fa            | Note              |
| 1'08"65           | 31"50             | 2'43"87           | 1'04"22           | 29"79             | 2005 | 31"99             | 1'06"03           | -                 | 31"95             | -                 | [ 39 ]            |
| 1'02"94           | -                 | 2'11"71           | 59"41             | 28"17             | 2006 | 28"37             | 59"96             | 2'16"60           | 30"06             | 1'04"35           | [ 40 ]            |
| 1'00"24           | 27"42             | 2'06"49           | 56"46             | 26"73             | 2007 | 26"47             | 57"20             | 2'06"70           | 27"43             | 1'00"07           | [ 41 ]            |
| 58"38             | 26"96             | 2'02"10           | 55'29             | 25"87             | 2008 | 25"92             | 56'04             | 2'02"24           | 26"04             | 58"39             | [ 42 ]            |
| 56"06 RM          | 25"66             | 1'57"34           | 54"81             | 25"65             | 2009 | 24"92             | 53"45             | 2'01"97           | 25"88             | 56"91             | [ 43 ]            |
| 57"32             | 25"66             | 1'58"41           | 54"01             | 25"60             | 2010 | 24"91             | 52"60             | 1'53"77           | 25"52             | 56"42             | [ 44 ]            |
| 57"29             | 25"65             | 1'56"41           | 53"05             | 24"75             | 2011 | 24"79             | 52"65             | 1'55"06           | 25"82             | 57"31             | [ 45 ]            |
| 56"79             | 25"64             | 1'55"23           | 53"61             | 24"94             | 2012 | 23"82             | 52"15             | 1'52"58           | -                 | 56"70             | [ 46 ]            |
| 56"53             | 25"83             | 1'56"38           | 52"87             | 24"45             | 2013 | 24"38             | 53"36             | 1'54"78           | 26"18             | 58"94             | [ 47 ]            |
| 56"50             | 24"43 RM          | 1'55"04           | 52"67             | 23"98 RMt         | 2014 | 24"90             | 51"93             | 1'52"28           | 23"79             | 55"78             | [ 49 ]            |
| 55"64 RM          | 24"69             | 1'54"31           | 52"97             | 24"20             | 2015 | 23"55             | 51"32             | 1'50"78 RM        | 24"58             | 54"61 RM          | [ 50 ]            |
| 55"48 RM          |                   | 1'54"08           | 52"99             |                   | 2016 |                   | 51"37             |                   | 24"58             |                   |                   |

* I tempi ottenuti in vasca corta si riferiscono al periodo 1º agosto (circa) - 31 luglio (circa), quindi i risultati ottenuti tra agosto e dicembre di un anno solare vanno conteggiati con quelli dell'inizio dell'anno successivo. Ad esempio, i tempi ottenuti dal 1º agosto 2014 fino al 31 dicembre 2014 fanno parte dell'anno 2015.

## Progressione record del mondo
Ha realizzato 16 volte il record del mondo, nelle seguenti specialità:
- 1 nei 50m farfalla in vasca lunga
- 5 nei 100m farfalla in vasca lunga
- 1 nei 100m farfalla in vasca corta
- 2 nei 50m stile libero in vasca lunga
- 1 nei 100m stile libero in vasca lunga
- 1 nei 50m stile libero in vasca corta
- 2 nei 100m stile libero in vasca corta
- 2 nei 200m stile libero in vasca corta
- 1 nella 4x50m mista in vasca corta

Progressione record 50 m farfalla in vasca lunga:
| Distanza | Tempo | Fase di gara | Data          | Evento             | Luogo             | Età | Note   |
| -------- | ----- | ------------ | ------------- | ------------------ | ----------------- | --- | ------ |
| 50 m fa  | 24"43 | Finale       | 5 luglio 2014 | Campionati svedesi | Stoccolma, Svezia | 21  | [ 51 ] |

Progressione record 100m farfalla in vasca lunga:
| Distanza | Tempo | Fase di gara | Data           | Evento               | Luogo                   | Età | Note   |
| -------- | ----- | ------------ | -------------- | -------------------- | ----------------------- | --- | ------ |
| 100 m fa | 56"44 | Semifinale   | 26 luglio 2009 | Campionati del mondo | Roma, Italia            | 15  | [ 52 ] |
| 100 m fa | 56"06 | Finale       | 27 luglio 2009 | Campionati del mondo | Roma, Italia            | 15  | [ 52 ] |
| 100 m fa | 55"74 | Semifinale   | 2 agosto 2015  | Campionati del mondo | Kazan', Russia          | 21  | [ 53 ] |
| 100 m fa | 55"64 | Finale       | 3 agosto 2015  | Campionati del mondo | Kazan', Russia          | 21  | [ 54 ] |
| 100 m fa | 55"48 | Finale       | 7 agosto 2016  | Giochi Olimpici      | Rio de Janeiro, Brasile | 22  | [ 55 ] |

Progressione record 100m farfalla in vasca corta:
| Distanza | Tempo | Fase di gara | Data            | Evento               | Luogo       | Età | Note   |
| -------- | ----- | ------------ | --------------- | -------------------- | ----------- | --- | ------ |
| 100 m fa | 54"61 | Finale       | 7 dicembre 2014 | Campionati del mondo | Doha, Qatar | 21  | [ 56 ] |

Progressione record 50m stile libero in vasca lunga:
| Distanza | Tempo | Fase di gara | Data           | Evento               | Luogo              | Età | Note   |
| -------- | ----- | ------------ | -------------- | -------------------- | ------------------ | --- | ------ |
| 50 m sl  | 23"67 | Semifinale   | 29 luglio 2017 | Campionati del mondo | Budapest, Ungheria | 23  | [ 57 ] |
| 50 m sl  | 23"61 | Semifinale   | 30 luglio 2023 | Campionati del mondo | Fukuoka, Giappone  | 29  | [ 58 ] |

Progressione record 100m stile libero in vasca lunga:
| Distanza | Tempo | Fase di gara         | Data           | Evento               | Luogo              | Età | Note   |
| -------- | ----- | -------------------- | -------------- | -------------------- | ------------------ | --- | ------ |
| 100 m sl | 51"71 | Staffetta 4x100 m sl | 23 luglio 2017 | Campionati del mondo | Budapest, Ungheria | 23  | [ 59 ] |

Progressione record 50m stile libero in vasca corta:
| Distanza | Tempo | Fase di gara | Data          | Evento          | Luogo         | Età | Note   |
| -------- | ----- | ------------ | ------------- | --------------- | ------------- | --- | ------ |
| 50 m sl  | 23"10 | Finale       | 2 agosto 2017 | Coppa del Mondo | Mosca, Russia | 23  | [ 60 ] |

Progressione record 100m stile libero in vasca corta:
| Distanza | Tempo | Fase di gara | Data           | Evento          | Luogo                  | Età | Note   |
| -------- | ----- | ------------ | -------------- | --------------- | ---------------------- | --- | ------ |
| 100 m sl | 50"77 | Finale       | 3 agosto 2017  | Coppa del Mondo | Mosca, Russia          | 23  | [ 61 ] |
| 100 m sl | 50"58 | Finale       | 11 agosto 2017 | Coppa del Mondo | Eindhoven, Paesi Bassi | 23  | [ 62 ] |

Progressione record 200m stile libero in vasca corta:
| Distanza | Tempo   | Fase di gara | Data            | Evento               | Luogo                  | Età | Note   |
| -------- | ------- | ------------ | --------------- | -------------------- | ---------------------- | --- | ------ |
| 200 m sl | 1'50"78 | Finale       | 7 dicembre 2014 | Campionati del mondo | Doha, Qatar            | 21  | [ 56 ] |
| 200 m sl | 1'50"43 | Finale       | 12 agosto 2017  | Coppa del Mondo      | Eindhoven, Paesi Bassi | 23  | [ 63 ] |

Progressione record 4x50 m mista in vasca corta:
| Distanza  | Tempo   | Fase di gara | Data             | Evento               | Luogo                          | Età | Note   |
| --------- | ------- | ------------ | ---------------- | -------------------- | ------------------------------ | --- | ------ |
| 4x50 m mi | 1'42"38 | Finale       | 17 dicembre 2021 | Campionati del mondo | Abu Dhabi, Emirati Arabi Uniti | 28  | [ 64 ] |

## Palmarès
- Giochi olimpici

Rio 2016: oro nei 100 m farfalla, argento nei 200 m sl e bronzo nei 100 m sl.
Tokyo 2020: argento nei 50 m sl.
Parigi 2024: oro nei 50 m sl e nei 100 m sl.
- Mondiali

Roma 2009: oro nei 100 m farfalla.
Barcellona 2013: oro nei 100 m farfalla e argento nei 100 m sl.
Kazan 2015: oro nei 50 m farfalla e nei 100 m farfalla, argento nei 100 m sl e nella 4 × 100 m misti e bronzo nei 50 m sl.
Budapest 2017: oro nei 50 m sl, nei 50 m farfalla e nei 100 m farfalla e argento nei 100 m sl.
Gwangju 2019: oro nei 50 m farfalla, argento nei 50 m sl e nei 100 m farfalla, bronzo nei 100 m sl e nei 200 m sl.
Budapest 2022: oro nei 50 m sl e nei 50 m farfalla, argento nei 100 m sl.
Fukuoka 2023: oro nei 50 m sl e nei 50 m farfalla.
Doha 2024: oro nei 50 m farfalla e nei 50 m sl, argento nella 4x100 m misti.
- Mondiali in vasca corta:

Doha 2014: oro nei 200 m sl, nei 50 m farfalla e nei 100 m farfalla e argento nei 100 m sl.
Abu Dhabi 2021: oro nei 50 m sl, nella 4 × 50 m misti e nella 4 × 100 m misti, argento nei 100 m sl, nei 50 m farfalla e nella 4 × 50 m sl, bronzo nella 4 × 100 m sl.
- Europei

Eindhoven 2008: oro nei 100 m farfalla e bronzo nella 4 × 100 m sl.
Budapest 2010: oro nei 100 m farfalla, argento nella 4 × 100 m misti e bronzo nella 4 × 100 m sl.
Debrecen 2012: oro nei 50 m farfalla e nei 100 m sl e argento nella 4 × 100 m sl.
Berlino 2014: oro nei 100 m sl, nei 50 m farfalla e nella 4 × 100 m sl, argento nei 100 m farfalla, nei 50 m sl, nella 4 × 200 m sl e nella 4 × 100 m misti.
Londra 2016: oro nei 100 m sl, nei 50 m farfalla, nei 100 m farfalla e bronzo nella 4 × 100 m sl.
Glasgow 2018: oro nei 50 m sl, nei 100 m sl, nei 50 m farfalla e nei 100 m farfalla.
Roma 2022: oro nei 50m sl, nei 50m farfalla e nella 4x100m misti, argento nella 4x100m sl e bronzo nella 4x100sl mista.
- Europei in vasca corta

Fiume 2008: argento nella 4 × 50 m sl.
Istanbul 2009: argento nella 4 × 50 m sl e nella 4 × 50 m misti.
Herning 2013: oro nei 50 m farfalla e nei 100 m farfalla, argento nei 50 m sl, nei 100 m sl, nella 4 × 50 m sl e nella 4 × 50 m misti.
Netanya 2015: oro nei 50 m farfalla, nei 100 m farfalla e nei 100 m sl, argento nei 50 m sl e nella 4 × 50 m misti.
Copenaghen 2017: oro nei 50 m sl, nei 100 m farfalla e nella 4 × 50 m misti, argento nei 100 m sl, nei 100 m misti e nella 4 × 50 m sl.
Kazan 2021: oro nei 50m sl, nei 100m sl, nei 50 m farfalla e nei 100 m farfalla, argento nella 4 × 50 m misti, bronzo nei 100 m misti.
- Europei giovanili

Praga 2009: argento nei 100 m dorso e bronzo nella 4 × 200 m.
- Festival olimpico europeo

Belgrado 2007: oro nei 100 m sl, argento nei 100 m farfalla e bronzo nella 4 × 100 m sl.
- Vincitrice della Coppa del Mondo nel 2017 e nel 2018

## International Swimming League
| Stagione 2019   | stagione 2020   | Stagione 2021   |
| --------------- | --------------- | --------------- |
| Energy Standard | Energy Standard | Energy Standard |

## Riconoscimenti
- LEN Award: 2017, 2018, 2019, 2021, 2023, 2024
- Atleta dell'anno FINA: 2017, 2019
- Premio "Victoria Scholarship": 2015[65]
- World Swimmer of the Year: 2017
- European Swimmer of the Year: 2015, 2017, 2018, 2021, 2022, 2023, 2024
- Atleta svedese dell'anno: 2016, 2017, 2018, 2019, 2022, 2023, 2024[66]